# Ruslan Tümönbajev
Ruslan Tümönbajev (kirgiziska: Руслан Түмөнбаев), född den 28 maj 1986 i Frunze i Kirgiziska SSR i Sovjetunionen (nu Bisjkek i Kirgizistan), är en kirgizistansk brottare som tog OS-brons i fjäderviktsbrottning i den grekisk-romerska klassen 2008 i Peking.